# محوطه قلعه شکسته
محوطه قلعه شکسته مربوط به دوره ساسانیان است و در شهرستان مرودشت، بخش مرکزی، دهستان رودبال، شمال روستای معصوم‌آباد، ارتفاع ۴۸۰ متری شرق کوه گزین (شکسته) واقع شده و این اثر در تاریخ ۳۰ بهمن ۱۳۸۶ با شمارهٔ ثبت ۲۰۷۹۲ به‌عنوان یکی از آثار ملی ایران به ثبت رسیده است.